# پیپرونیل بوتوکساید
پیپرونیل بوتوکساید (به انگلیسی: Piperonyl butoxide) با فرمول شیمیایی C۱۹H۳۰O۵ یک ترکیب شیمیایی است. 